# ۴٬۴'–دی نیترو–۳٬۳'–دی آزنوفورکسان
۴٬۴'-دی نیترو-۳٬۳'-دی آزنوفورکسان (به انگلیسی: 4,4'-Dinitro-3,3'-diazenofuroxan) با فرمول شیمیایی C4N8O8 یک ترکیب شیمیایی است؛ که جرم مولی آن ۲۸۸٫۰۹۲ گرم بر مول می‌باشد.